# Diana Liverman
Diana Margaret Liverman (15 de mayo de 1954 (71 años) Acra, Ghana) es una geógrafa, regente profesora de geografía y de geografía del desarrollo, y codirectora del Instituto Ambiental en la Universidad de Arizona, EE. UU. Es una experta en las dimensiones humanas del cambio ambiental global y los impactos del clima en la sociedad.

## Carrera
Diana nació en Acra, Ghana, de padres británicos, y su familia más tarde volvió al Reino Unido. Estudió geografía en el University College de Londres, la Universidad de Toronto, y Universidad de California en Los Ángeles (UCLA) donde recibió el Ph.D. en 1984. Fue estudiante postdoc en el Centro Nacional de Investigación Atmosférica (NCAR) en Boulder, Colorado de 1982 a 1985, trabajando con Steve Schneider. Luego enseñó geografía en la Universidad de Wisconsin-Madison donde también fue afiliada con el Instituto de Estudios Ambientales;  y, en la Universidad Estatal de Pensilvania donde fue Directora asociada del Centro de Ciencias del Sistema Tierra dirigido por Eric Barron. Fue contratada por la Universidad de Arizona en 1995 como Directora de Estudios latinoamericanos.
En 2003, fue nombrada en la "primera cátedra" en Ciencia Ambiental de la Universidad de Oxford (donde también fue la primera mujer nombrada en una cátedra de la Escuela de Geografía), y devino Directora del Instituto de Cambio Ambiental, un centro de investigaciones, enseñanza y divulgación del ambiente en Oxford Universidad. A lo largo de cinco años aumentó el ingreso, el tamaño y el perfil de ECI, contratando a un número de distinguidos académicos y trabajando con grupos como el Tyndall Center y James Martin 21st Century School. En 2009 regresó a Arizona para codirigir el Instituto del Ambiente, con el Prof. Jonathan Overpeck. Además mantiene una afiliación con Oxford.
Ha servido en varios comités nacionales e internacionales que incluyen la Academia Nacional de Ciencias Comité de las Dimensiones Humanas de Cambio Ambiental Global, y el NAS Comité de Clima de América. También preside el Comité Científico del Cambio Ambiental Global y Sistemas Alimentarios (GECAFS) y del IHDP Sistema de Gobernanza del Tierra. A copresidido un equipo de transición para crear una iniciativa de investigaciones internacionales Tierra Futura, para una Alianza de organizaciones internacionales que incluya a ICSU, UNEP, y UNESCO.
Más de 60 estudiantes doctorandos han estudiado bajo su supervisión.
Trabajó en los impactos humanos de la sequía a principios de los 1980s, y los impactos de cambio climático en los sistemas alimentarios que utilizan técnicas de modelización de clima y modelos de simulaciones de cultivo. Teniendo identificadas las limitaciones a aproximaciones de modelización, realizó trabajos de campo en México, examinando vulnerabilidad a riesgos naturales en el sector agrícola, y los impactos potenciales de cambio climático en sistemas alimentarios. Liverman también examinó los efectos de neoliberalismo en sociedades latinoamericanas y los regímenes ambientales, particularmente a lo largo de la frontera EE. UU.-México.
En años recientes, se ha centrado en las dimensiones internacionales de políticas sobre el clima y el crecimiento de la economía del carbono, siendo una conferencista y comentarista en asuntos de clima global. Ha sido coautora de una serie de papeles sobre fronteras planetarias y sistemas de gobernancia.
También dirigió varios proyectos de investigaciones, financiados principalmente por EE. UU. y agencias europeas. En 2011 fue parte de un grupo quienes informaron al Dalái lama (2011) sobre cambio climático.

## Honores
- Beca Guggenheim (2014)
- Beca de la Asociación Americana de Geógrafos (2011)
- Medalla de Oro del fundador de la Royal Geographical Society, por seguir "promoviendo la idea de que los impactos climáticos dependen tanto de la vulnerabilidad como del cambio climático físico y, en particular, mostrar cómo las cambiantes condiciones socioeconómicas y políticas han desplazado los patrones de vulnerabilidad al clima" (2010)[9]
- Premio Mitchell para Desarrollo Sostenible (1991)

## Publicaciones claves

### Libros
- Richardson, K, Steffen W. Liverman D. eds. 2011. Climate Change: Risks, Challenges, Decisions. Cambridge University Press.

- National Academy of Sciences. 2010. Informing an Effective Response to Climate change. Panel report for America's Climate Choices (autor líder, Diana Liverman). National Academies Press, Washington DC. 300 p.

- Marston, S., Knox, P., Liverman D., Del Casino, V.; Robbins, P. 2010. World Regions in Global Context. Prentice Hall, 480 p.

- Ingram J., Ericksen P; Liverman D. 2010. eds. Food Security and Global Environmental Change. Earthscan

- Knox P, S. Marston and D.M.Liverman. 2009. Human Geography: Places and Regions in Global Context. 5ª ed. Prentice Hall.

- Castree, N. Demeritt D., Liverman D.M.; Rhoads B. eds. 2009. A Companion to Environmental Geography. Wiley Blackwell. 588 p.

- Liverman and others, 1998. People and Pixels: Linking Remote Sensing and Social Science. National Academies Press, Washington DC.

### Artículos
- DeFries, R., E. Ellis, F. S. Chapin III, P. Matson, B. L. Turner II, A. Agrawal, P. Crutzen, C. Field, P. Gleick, P. Kareiva, E. Lambin, E. Ostrom, P. Sanchez, J. Syvitski, Diana M. Liverman. 2012. Planetary Opportunities: A social contract for global change science to contribute to a sustainable future. BioScience 6:xxx-xxx. http://www.jstor.org/stable/10.1525/bio.2012.62.issue-6

- Lovell H, Liverman D.M. 2010. Understanding carbon offset technologies. New Political Economy. 15(2):255-273

- New, M, Liverman D.M., Schroeder H., Anderson K. 2010. Four degrees and beyond: the potential for a global temperature increase of four degrees and its implications Phil. Trans. R. Soc. A 13 de enero de 2011 369:6-19; doi: 10.1098/rsta.2010.0303

- Rockström J, W. Steffen, K. Noone, Å. Persson, F.S. Chapin, E.F. Lambin, T.M. Lenton, M.Scheffer, Carl Folke, H.J. Schellnhuber, B. Nykvist, C.A. de Wit, T. Hughes, S. van der Leeuw, H. Rodhe, S. Sörlin, P.K. Snyder, R. Costanza, U. Svedin, M.Falkenmark, L. Karlberg. R.W. Corell. V.J. Fabry, J.Hansen, B.Walker, D.M. Liverman, K. Richardson, P.Crutzen & J.A. Foley. 2009. A safe operating space for humanity. Nature 461, 472-475. doi:10.1038/461472a

- Lovell H., Bulkeley H. Liverman D.M. 2009. Carbon offsetting: Sustaining Consumption. Environment and Planning A 41(10): 2357-2379

- Liverman D.M. 2009. The geopolitics of climate change: avoiding determinism, fostering sustainable development. Climatic Change. 96(1-2): 7-11.

- Liverman, D.M. 2009. Conventions of Climate Change: Constructions of danger and the dispossession of the atmosphere. J. of Historical Geography. 35(2):279-295

- Bumpus A.G. Liverman D.M. 2008. Accumulation by decarbonisation and the governance of carbon offsets. Economic Geography 84(2): 127-156.

- Lemos, M.C., E. Boyd, E. Tompkins, H. Osbahr, D.M. Liverman 2007. Developing adaptation and adapting development. Ecology and Society,12(2): 26 [online] URL: http://www.ecologyandsociety.org/vol12/iss2/art26/

- Liverman D.M. 2007. Survival into the Future in the Face of Climate Change. Survival: The Survival of the Human Race (2006 Darwin Lectures). E. Shuckburgh. Ed. Cambridge, Cambridge University Press: 187-205.

- Liverman D.M. Vilas S. 2006. Neoliberalism and the environment in Latin America. Annual Review of Environment and Resources 31(1): 327-363.

- Liverman, D.M. 2004. Who governs, at what scale and at what price? Geography, environmental governance and the commodification of nature. Ann. of the Association of Am. Geographers. 94(4): 734-738.

- Vasquez M. Liverman D.M. 2004. The political ecology of land-use change: Affluent ranchers and destitute farmers in the Mexican Municipio of Alamos. Human Organization 63(1): 21-33.

- Liverman D.M. 1999. Vulnerability and Adaptation to Drought in Mexico. Natural Res. J. 39(1): 99-115.

- Liverman D.M. 1999. Geography and the Global Environment. Ann. of the Association of Am. Geographers. 89(1): 107-124.

- Conde, C., DM. Liverman, M. Flores, R. Ferrer, R. Araujo, E. Betancourt, G. Villarreal, C. Gay. 1997. Vulnerability of rainfed maize crops in Mexico to climate change. Climate Res. 9(1-2): 17-23

- Appendini K. D.M. Liverman 1994. Agricultural policy and climate change in Mexico. Food Policy. 19(2): 149-164.

- Liverman, D.M. K. O'Brien, 1991. Global Warming and Climate Change in Mexico. Global Environmental Change 1(4): 351-364.

- Liverman, D.M. 1990. Drought and Agriculture in Mexico: The case of Sonora and Puebla in 1970. Ann. of the Association of Am. Geographers 80(1):49-72.